# Jesús Candelas
Jesus Candelas Rodrigo (Madrid, 7 de octubre de 1957) es un entrenador de fútbol sala español. A día de hoy mantiene el hito de ser el entrenador más laureado de la historia del fútbol sala de clubes. Desde 2012 hasta 2015 fue seleccionador nacional de Irán con la que se enfrentó a España en 2012 en el Mundial de Tailandia. Candelas acabó su labor al frente de Irán dejando a esta selección en la sexta posición del ranking FIFA 

## Trayectoria
- Marsanz

Jesús Candelas inició su andadura en el fútbol sala en 1986 dirigiendo un equipo amateur llamado 'Eureda'. Ese equipo jugaba sus partidos en las instalaciones de Madrid Norte donde Jesús Candelas conoce a Aurelio Sánchez Araújo, primer presidente de la LNFS y actual presidente de Honor. Sus conocimientos de Educación Física por INEF le llevaron hasta Marsanz de la mano de Ramón Sanz, dueño de la empresa de equipamiento comercial Marsanz, y de Ángel Ramos, entrenador del equipo en ese momento. Marsanz era un club de la máxima categoría del fútbol sala español de la competición creada por la RFEF y la AECFS con sede en la localidad madrileña de Torrejón de Ardoz, allí trabajó como pionero en la preparación física de un equipo de fútbol sala. En su primera temporada alcanzó las semifinales de la eliminatoria y la temporada siguiente, la 1987-1988, fue campeón de Copa de España en Vigo. Durante esos meses, llegó a dirigir al equipo como primer entrenador en algún partido.
A principios de 1988, en sus últimos meses en Marsanz, coincide con la llegada de Paulo Roberto a España. El jugador hispano brasileño comienza su andadura en el fútbol sala español de la mano de Julián Herrero y el propio Jesús Candelas. 
- Algón

Gracias a Ángel Ramos, Jesús Candelas desembarca en Algón con la temporada 1988-1989 ya comenzada. Un equipo de con un proyecto importante para alcanzar la División de Honor Allí coincide con Javier Lozano como jugador. Esa primera temporada en Algón sirve para conseguir el ascenso y poder llegar a la élite del fútbol sala español. El ascenso de Algón se produce con la unificación de la LNFS donde se forman cuatro grupos de División de Honor con 12 equipos cada uno y una categoría llamada Primera Nacional con más de 100 equipos. 
La siguiente temporada, 1989-1990, el equipo llega a jugar la segunda fase de la competición pero queda penúltimo del grupo par y no juega los play off. En la temporada 1990-1991 el equipo se consolida y alcanza las semifinales de la eliminatoria donde destacaron a sus órdenes jugadores como Paulinho Da Rocha, Capilla, Vidal, Ángel Madrid o Huete. Algón cierra la temporada como líder de su grupo antes de afrontar los play off por el título. El equipo cayó en semifinales a tres partidos con Marsanz Torrejón. En la cuarta temporada, la 1991-1992, el equipo pierde jugadores importantes como Neco y no consigue mejorar los resultados de la temporada anterior. Jesús Candelas abandona Algón antes de terminar la temporada. 
A finales de 1991 la LNFS y la RFEF ofrecen el cargo de seleccionador a Jesús Candelas para afrontar el Mundial de Hong Kong. Por circunstancias laborales desestima la opción de entrenar a España ya que su empresa, PEGASO (ENASA) estaba en una fase de reestructuración financiera y en un proceso de privatización. 
- Mejorada

En la temporada 92-93 llega a Mejorada, este club es el que compra los derechos del extinto Algón y mantiene la categoría en División de Honor. Candelas salva al club del descenso en la primera temporada y sigue otras tres temporadas donde consigue llevar al equipo a semifinales de Copa y de liga. Mejorada fue el primer destino de dos jugadores que pasarían a la historia del fútbol sala español, Daniel Ibañes y Alexander.
En la temporada 95-96 IU pasa a gobernar en el ayuntamiento de Mejorada y aparecen los problemas económicos del equipo. El club no paga a los jugadores y retira el pasaporte a Daniel y a Alexander para que no puedan volver a su país y sigan jugando en la localidad madrileña. A mitad de temporada, desde la LNFS, Fernando Garrido, traslada al equipo la opción de que si el club se mantiene en Honor el Real Madrid podría estar interesado en crear una sección de fútbol sala con Mejorada con base. Eso da aliciente al equipo para ganar algún partido pero a los pocos meses descubren que no era viable para Mejorada ni encajaba del todo en la filosofía de club del Real Madrid.
Mejorada cerró la temporada 95-96 consumando el descenso ante Rías Baixas en un partido donde Daniel Ibañes fue expulsado. El equipo se acaba deshaciendo de jugadores como Alexander que ficha por Talavera y después por el Barcelona; Daniel pone rumbo a Segovia o el internacional Fran Torres que se va a Playas de Castellón.
Jesús Candelas deja el equipo para continuar con su vida laboral hasta que a principios de 1997, tras el mundial de fútbol sala que celebra España, Caja Segovia se hace con sus servicios para arreglar la situación de un equipo en posiciones de descenso tras la marcha de Luis Fonseca. 
- Caja Segovia

Candelas sigue con su trabajo en Madrid y se desplaza diariamente a Segovia para entrenar. Allí se encuentra un vestuario con jugadores de la talla de Carlos Sánchez, Elías, Daniel, Orol, Chito, Kike... Esa temporada Caja Segovia se queda a las puertas de la eliminatoria ocupando la novena posición, un puesto y diez puntos por debajo de la zona que daba acceso a seguir disputando la liga. Caja Segovia se marcha a jugar un torneo internacional a Genk donde se convirtió en el primer club europeo en derrotar al mejor brasileño de entonces, Inter/Ulbra. 
En la siguiente temporada, la 97-98, Caja Segovia realiza fichajes de jugadores jóvenes como Adeva, Riquer, Óscar Jiménez o Serpa y confía en algunos de la temporada anterior como Orol, Daniel o César Muñoz. Esa temporada fue la de la irrupción de Luis Amado en el fútbol sala profesional. Pepelu, segundo entrenador de Jesús Candelas, le propone fichar a un portero de Arganda. Van a verle a un torneo y les convence tanto que le hacen ficha en Caja Segovia para esa temporada.
Candelas empieza a formar el gran Caja Segovia que conseguiría reinar en Europa temporadas después. Acaban líderes la liga regular con 75 puntos, uno más que ElPozo y dos más que Boomerang Interviú. En cuartos de la eliminatoria ganan a Yumas Valencia pero pierden en semifinales con Castilla-La Mancha Talavera donde encajan cuatro goles a balón parado en el partido de vuelta. En la Copa que se organiza en Segovia, ganan a ElPozo en semifinales y en la final vencen a Castilla-La Mancha Talavera 1-0 alzándose con el título.
Jesús Candelas es pionero esa temporada en contar con los servicios de un psicólogo deportivo para mejorar el rendimiento de los jugadores. Al final de su segunda temporada, Manuel Saorín, presidente de Boomerang Interviú se reúne con él para hacerle llegar que José María García quiere volver a recuperar la hegemonía del equipo madrileño y espera contar con sus servicios. Tras dos reuniones, Jesús Candelas expone a Malaquías del Pozo, presidente de Caja Segovia, su intención de dejar el club ya que su contrato expiraba al final de esa temporada y nadie en Segovia le había ofrecido renovar su contrato. 
- Boomerang Interviú

## Clubes
| Año                 | Club                               | Categoría                           | Títulos                                                                   |
| ------------------- | ---------------------------------- | ----------------------------------- | ------------------------------------------------------------------------- |
| 2012 - (actualidad) | Selección nacional de Irán         | Internacional                       | Campeonato Asian Indoor Games Subcampeonato Asian Games                   |
| 2009-2010           | Inter Movistar                     | División de Honor                   |                                                                           |
| 2007-2008           | Interviú Fadesa                    | División de Honor                   | LNFS Supercopa de España Copa Intercontinental Trofeo Comunidad de Madrid |
| 2006-2007           | Interviú Boomerang                 | División de Honor                   | Copa de España Copa Intercontinental                                      |
| 2005-2006           | Interviú Boomerang                 | División de Honor                   | Supercopa de España Copa Intercontinental UEFA Futsal Cup Copa Ibérica    |
| 2004-2005           | Interviú Boomerang                 | División de Honor                   | LNFS Copa de España Copa Intercontinental                                 |
| 2003-2004           | Interviú Boomerang                 | División de Honor                   | LNFS Copa de España Supercopa de España UEFA Futsal Cup Copa Ibérica      |
| 2002-2003           | Interviú Boomerang                 | División de Honor                   | LNFS Supercopa de España                                                  |
| 2001-2002           | Antena 3 Boomerang                 | División de Honor                   | LNFS Supercopa de España                                                  |
| 2000-2001           | Antena 3 Boomerang                 | División de Honor                   | Trofeo Comunidad de Madrid                                                |
| 1999-2000           | Airtel Boomerang                   | División de Honor                   |                                                                           |
| 1998-1999           | Boomerang Interviú                 | División de Honor                   |                                                                           |
| 1997-1998           | Caja Segovia                       | División de Honor                   | Copa de España Campeón liga regular Semifinales                           |
| 1996-1997           | Caja Segovia                       | División de Honor                   |                                                                           |
| 1995-1996           | Mejorada                           | División de Honor                   | Descenso                                                                  |
| 1994-1995           | Mejorada                           | División de Honor                   | Semifinales                                                               |
| 1993-1994           | Mejorada                           | División de Honor                   |                                                                           |
| 1992-1993           | Mejorada                           | División de Honor                   |                                                                           |
| 1991-1992           | Algón                              | División de Honor                   |                                                                           |
| 1990-1991           | Algón                              | División de Honor                   | Semifinales                                                               |
| 1989-1990           | Algón                              | División de Honor                   |                                                                           |
| 1988-1989           | Algón                              | División de Plata Liga RFEF (AECFS) | Ascenso                                                                   |
| 1987-1988           | Marsanz TorrejónSegundo entrenador | Liga RFEF (AECFS)                   | Copa de España                                                            |
| 1986-1987           | Marsanz TorrejónSegundo entrenador | Liga RFEF (AECFS)                   | Semifinales                                                               |

## Distinciones
- 4 veces Mejor Entrenador LNFS (1997-1998, 2001-2002, 2004-2008 y 2007-2008)
- 2 veces Mejor Entrenador del Mundo de Clubes Futsal Planet (2004 y 2008)
- Medalla de bronce de la Real Orden del Mérito Deportivo (2009)
- Vicepresidente de la Asociación Nacional de Entrenadores de Fútbol Sala (ANEFS)